# Comfort Systems USA
Comfort Systems USA (NYSE: FIX) er en amerikansk VVS-installatørvirksomhed. Virksomheden er tilstede på 85 lokaliteter i USA med 12.000 ansatte. De har hovedkvarter i Houston, Texas.